# Апельсин (информационное агентство)
«Апельсин» — уральское информационное агентство, специализирующееся на новостях культуры и образования.
Учреждено в 2001 году. Сайт агентства был открыт 1 октября 2002 года. Контент сайта — новости о кино и музыке, анонсы выставок, рецензии на фильмы и спектакли, интервью с актерами, режиссёрами, музыкантами, профессорами и ректорами уральских вузов. Агентство оказывает информационную поддержку различным событиям культурной и общественной жизни Екатеринбурга — например, конкурсу «Мисс Екатеринбург».
В 2007 году создан Общественный редакционный совет «Апельсина». В состав его вошли кандидат философских наук, секретарь правления Союза писателей России Александр Кердан, ректор Уральской государственной архитектурно-художественной академии, профессор Александр Стариков, заслуженный деятель культуры РФ, писатель Валентин Лукьянин, председатель Свердловского отделения Союза театральных деятелей России Владимир Мишарин и другие видные деятели культуры и образования. Председателем Совета был выбран действительный член Российской Академии Художеств, член Союза художников России, член Международной Ассоциации художественных критиков при ЮНЕСКО, профессор и ведущий научный сотрудник Института истории и археологии УрО РАН Сергей Голынец.
Редакция сайта информационного агентства «Апельсин» находится в городе Екатеринбург. В 2006 году агентство было удостоено городской премии за систематическое освещение социокультурных проектов бизнеса.
В апреле 2015 г. агентство закрылось.